# Circondario di Roth
Il circondario di Roth è uno dei circondari che compongono la Baviera.

## Città e comuni
(Abitanti al 31 dicembre 2023)
| Comuni del circondario | Città 1. Abenberg (5 614) 2. Greding (7 309) 3. Heideck (4 688) 4. Hilpoltstein (13 953) 5. Roth (25 405) 6. Spalt (5 272) Comuni-mercato 1. Allersberg (8 492) 2. Schwanstetten (7 310) 3. Thalmässing (5 433) 4. Wendelstein (16 247) | Comuni 1. Büchenbach (5 429) 2. Georgensgmünd (6 944) 3. Kammerstein (3 071) 4. Rednitzhembach (7 136) 5. Rohr (3 789) 6. Röttenbach (3 503) Territori extracomunali (23,19 km²) 1. Abenberger Wald (3,14 km²) 2. Dechenwald (1,66 km²) 3. Forst Kleinschwarzenlohe (13,87 km²) 4. Heidenberg (3,23 km²) 5. Soos (1,29 km²) |